# خوتيابا
خوتيابا (بالإنجليزية: Jutiapa)‏ هي، تتبع إدارة خوتيابا، هي عاصمة إدارة خوتيابا، بلغ عدد سكانها 162312 نسمة، رمزها البريدي هو 22001.

## الموقع
تشترك في الحدود مع:
- Casillas, Guatemala [الإنجليزية]‏
- Asunción Mita [الإنجليزية]‏
- Comapa, Jutiapa [الإنجليزية]‏
- El Progreso, Jutiapa [الإنجليزية]‏
- Quesada, Guatemala [الإنجليزية]‏
- Jalpatagua [الإنجليزية]‏
- Yupiltepeque [الإنجليزية]‏.